# Het eenvoudig huisorakel
Het eenvoudig huisorakel is een boek van Noud van den Eerenbeemt.
Het is vooral een herwerking van een boek uit het begin van de 20e eeuw, getiteld Het Orakel van Cagliostro. Dit boek is op zijn beurt gebaseerd op een voorspellingsboek van de Franse Mlle Lenormand, de helderziende van Napoleon.